# Trillium nivale
Espèce
Classification APG II (2003)
Trillium nivale est une plante herbacée, vivace et rhizomateuse de la famille des liliacées (classification classique) ou des mélanthiacées (classification APG II, 2003).

## Description
Cette plante naine (moins de 10 cm) fleurit en mars-avril à la fonte des neiges sur les pentes rocheuses et dans les plaines alluviales. Les pétales de 1 à 2 cm sont blancs. Les feuilles elliptiques, distinctement pétiolées, ont des nervures prononcées. Le fruit est une baie blanc verdâtre.

## Aire de répartition
Aire continue : de la Virginie-Occidentale au Nebraska. Stations isolées plus à l’est, notamment dans le Maryland.

## Divers
En anglais son nom est Snow Trillium

## Sources
- Frederick W. Case, Jr. & Roberta B. Case, Trilliums, Timber Press, 1997  (ISBN 0-88192-374-5)